# 警戒航空団
警戒航空団（けいかいこうくうだん、英称：Airborne Warning and Control Wing）は、航空自衛隊航空総隊直轄の部隊。早期警戒機及び早期警戒管制機を運用し、主に航空脅威に対する早期警戒を行う。

## 概要

### ベレンコ中尉亡命事件を受けて
1976年（昭和51年）9月に発生した、ベレンコ中尉亡命事件で航空自衛隊警戒レーダー網では、低空飛行侵入ではレーダー探知できない盲点があることが浮き彫りになった。このため、より一層の防空体制の確立が急務となり、同年10月に閣議決定された防衛大綱（51大綱）で警戒航空部隊の編成が定められた。これを受けて早期警戒機に関する調査を開始し、1977年（昭和52年）5月15日から6月10日にかけてアメリカへ第一次早期警戒機調査団を派遣し、1978年（昭和53年）5月24日から6月14日にかけても第二次早期警戒機調査団をアメリカに派遣して情報収集を行い、同年8月23日にE-2Cが導入機種に内定、1979年（昭和54年）1月11日の国防会議で導入が正式決定された。まず、4機のE-2Cが導入されることとなり、運用部隊として1982年（昭和57年）12月21日に北部航空方面隊司令部直轄で警戒航空準備隊が三沢基地に編成された。

### 警戒航空隊の誕生
1983年（昭和58年）7月15日には4機のE-2Cが三沢基地に揃い、同年11月10日に防衛庁長官から部隊使用承認が付与されたことから、11月15日付けで警戒航空準備隊が臨時警戒航空隊に改編となり、隷下の飛行準備隊も臨時第601飛行隊に改編された。また、臨時警戒航空隊の所属も北部航空方面隊司令部直轄から航空総隊直轄に変更となった。E-2Cは1986年（昭和61年）4月5日に8機体制となり、臨時警戒航空隊及び臨時第601飛行隊から臨時の文字が外れて部隊として正式に発足となった。警戒航空隊のE-2Cがその後13機まで増強され、最終号機は1994年（平成6年）4月28日に受領した。

### E-767導入と部隊改編
E-2C導入後から防衛庁内では、さらに高性能な早期警戒管制機の導入検討が行われ、1992年（平成4年）5月にはアメリカへ早期警戒管制機調査チームが派遣されて情報収集を行い、B767-200ERをベースとしたE-767を導入することとなった。1993年度（平成5年度）予算と1994年度（平成6年度）予算で2機ずつ発注され、初号機と2号機が1998年（平成10年）3月25日に浜松基地へフェリーされ、3号機と4号機は翌1999年（平成11年）2月8日に浜松基地へフェリーされた。同年3月25日に警戒航空隊の組織改編が行われ、司令部を三沢基地から浜松基地に移動し、第601飛行隊を分割してE-2Cを運用する第1飛行班が三沢基地、E-767を運用する第2飛行班が浜松基地に置かれた。2005年（平成17年）3月31日に二度目の組織改編が行われ、第601飛行隊第1飛行隊が「飛行警戒監視隊」、第601飛行隊第2飛行隊が「飛行警戒管制隊」に改編された。

### 西方重視と警戒航空団への改編
2014年（平成26年）4月20日には、中国人民解放軍の南西諸島方面での活動活発化に伴い、警戒航空隊三度目の組織改編が行われた。この改編では、三沢基地の飛行警戒監視隊が廃止されてE-2Cを運用する飛行警戒監視群が新編され、三沢基地に第601飛行隊と那覇基地に第603飛行隊が隷下部隊として新編された。また、浜松基地の飛行警戒管制隊が廃止されて第602飛行隊が新編された。2019年度予算案および国会提出法案が可決。2020年3月26日に四度目の改編が実施された。警戒航空隊を改編し、「警戒航空団」に改編、司令職の空将補格上げを実施した。同時に、飛行警戒管制群を新編し、第602飛行隊・運用情報隊を隷下に収容した。

## 沿革
- 1982年（昭和57年）12月21日 - 三沢基地の北部航空方面隊司令部隷下に警戒航空準備隊新編[1]。
- 1983年（昭和58年）
  - 2月8日 - E-2C初号機及び2号機が三沢基地到着[1]。
  - 7月15日 - E-2C 3号機及び4号機が三沢基地到着[1]。
  - 11月10日 - 防衛庁長官よりE-2C部隊使用承認付与[1]。
  - 11月15日 - 4機のE-2Cにより、三沢基地にて航空総隊隷下で臨時警戒航空隊編成[10]、警戒航空準備隊廃止[1]。
- 1986年（昭和61年）4月5日 - 三沢基地にて臨時警戒航空隊が警戒航空隊に改編。隷下に第601飛行隊編成[1]。
- 1987年（昭和62年）1月31日 - E-2Cによる対領空侵犯措置任務開始[1]。
- 1994年（平成06年）4月28日 - E-2C最終号機受領[3]。
- 1998年（平成10年）3月25日 - E-767初号機及び2号機が浜松基地到着。浜松基地にて飛行開発実験団隷下で早期警戒管制機実用試験隊発足[5]。
- 1999年（平成11年）
  - 2月8日 - E-767 3号機及び4号機が浜松基地到着[5]。
  - 3月24日 - 防衛庁長官よりE-767部隊使用承認付与[5]。
  - 3月25日 - 警戒航空隊の組織改編により警戒航空隊司令部及び第601飛行隊司令部が三沢基地から浜松基地へ移転。第601飛行隊分割改編され、第601飛行隊第1飛行班（使用機：E-2C）と第601飛行隊第2飛行班（使用機：E-767）に改編[5]。
- 2000年（平成12年）4月 - E-767での対領空侵犯措置任務開始[1]。
- 2003年（平成15年）11月8日 - 警戒航空隊創設20周年記念式典を実施[11]。
- 2005年（平成17年）3月31日 - 警戒航空隊の組織改編により、第601飛行隊第1飛行班を飛行警戒監視隊へ、第601飛行隊第2飛行班を飛行警戒管制隊に改編[4]。
- 2013年（平成25年）11月30日 - 警戒航空隊創設30周年記念式典を実施[12]。
- 2014年（平成26年）4月20日 - 警戒航空隊の組織改編により、E-2C運用部隊について、飛行警戒監視隊を廃止し、飛行警戒監視群及び隷下に第601飛行隊を三沢基地、第603飛行隊を那覇基地に新編。併せて、飛行警戒管制隊を第602飛行隊に改編[13]。
- 2019年（平成31年）3月27日 - E-2D初号機が三沢基地到着[14]。
- 2020年（令和02年）3月26日 - 警戒航空隊を廃止し、警戒航空団に増強改編[7][8][9]。

1. 司令職を1等空佐から空将補に格上げ。
2. 隊本部を団司令部に改組。
3. 飛行警戒管制群を新編。

## 組織編成
- 警戒航空団司令部（浜松基地）
  - 総務部
  - 防衛部
  - 装備部等
- 飛行警戒管制群（浜松基地）
  - 第602飛行隊（浜松基地・E-767）
  - 運用情報隊（浜松基地）
- 飛行警戒監視群（三沢基地・E-2C/D）
  - 第601飛行隊（三沢基地）
  - 第603飛行隊（那覇基地）
- 第1整備群（三沢基地）
- 第2整備群（浜松基地）[15]

### 警戒航空隊廃止時の編成
- 警戒航空隊本部（浜松基地）
- 飛行警戒監視群（三沢基地・E-2C）
  - 第601飛行隊（三沢基地）
  - 第603飛行隊（那覇基地）
- 第602飛行隊（浜松基地・E-767）
- 第1整備群（三沢基地）
- 第2整備群（浜松基地）

## 主要幹部
| 官職名             | 階級    | 氏名     | 補職発令日     | 前職                                       |
| ------------------ | ------- | -------- | -------------- | ------------------------------------------ |
| 警戒航空団司令     | 空将補  | 齋藤拓也 | 2023年12月22日 | 航空自衛隊第5術科学校長                    |
| 副司令             | 1等空佐 | 濱谷淳   | 2024年03月30日 | 西部航空方面隊司令部防衛部長               |
| 飛行警戒管制群司令 | 1等空佐 | 嶋本好晃 | 2024年08月08日 | 航空総隊司令部勤務                         |
| 飛行警戒監視群司令 | 1等空佐 | 木村雄紀 | 2023年04月26日 | 航空幕僚監部運用支援・情報部情報課計画班長 |
| 第1整備群司令      | 1等空佐 | 木田雅彦 | 2023年09月03日 | 第11飛行教育団整備補給群司令               |
| 第2整備群司令      | 2等空佐 | 赤沼貴則 | 2025年03月31日 | 航空教育集団司令部装備部装備課長           |

| 警戒航空隊司令（1等空佐） | 警戒航空隊司令（1等空佐） | 警戒航空隊司令（1等空佐）       | 警戒航空隊司令（1等空佐） | 警戒航空隊司令（1等空佐）                              | 警戒航空隊司令（1等空佐）                     |
| 代                        | 氏名                      | 在職期間                        | 出身校・期                | 前職                                                   | 後職                                          |
| ------------------------- | ------------------------- | ------------------------------- | ------------------------- | ------------------------------------------------------ | --------------------------------------------- |
| 01                        | 野々村郁利                | 1986年04月05日 - 1986年06月30日 | 防大2期                   | 臨時警戒航空隊司令                                     | 調達実施本部名古屋支部 岐阜調達管理事務所長   |
| 02                        | 山下民夫                  | 1986年07月01日 - 1988年03月15日 | 防大3期                   | 第7航空団副司令                                        | 調達実施本部東京支部 府中調達管理事務所長     |
| 03                        | 増田直之                  | 1988年03月16日 - 1990年07月08日 | 防大4期                   | 飛行教導隊司令                                         | 航空総隊司令部監察官                          |
| 04                        | 井上正和                  | 1990年07月09日 - 1992年03月15日 | 防大5期                   | 西部航空方面隊司令部防衛部長                           | 航空総隊司令部監察官                          |
| 05                        | 大西三郎                  | 1992年03月16日 - 1992年12月14日 | 防大8期                   | 西部航空方面隊司令部防衛部長                           | 航空総隊司令部勤務                            |
| 06                        | 橋口健治                  | 1992年12月15日 - 1994年04月01日 | 防大7期                   | 北部航空方面隊司令部防衛部長                           | 退職（空将補昇任）                            |
| 07                        | 瀬戸正胤                  | 1994年04月01日 - 1995年03月22日 | 防大10期                  | 航空幕僚監部調査部調査第1課長                          | 北部航空警戒管制団司令 （空将補昇任）         |
| 08                        | 木村忠信                  | 1995年03月23日 - 1997年11月30日 | 防大11期                  | 統合幕僚会議事務局第5幕僚室 防衛企画調整官 兼 総括班長 | 防衛研究所第1研究部第4研究室長                |
| 09                        | 保木正和                  | 1997年12月01日 - 1999年08月01日 | 防大10期                  | 航空支援集団司令部防衛部長                             | 退職（空将補昇任）                            |
| 10                        | 大久保淳                  | 1999年08月01日 - 2001年03月26日 | 防大14期                  | 航空自衛隊幹部学校主任教官                             | 第12飛行教育団司令 兼 防府北基地司令          |
| 11                        | 福山建志                  | 2001年03月27日 - 2003年12月19日 | 防大17期                  | 航空総隊司令部防衛部運用課長                           | 特別航空輸送隊司令                            |
| 12                        | 滝脇博之                  | 2003年12月20日 - 2005年01月11日 | 防大18期                  | 航空総隊司令部防衛部運用課長                           | 第83航空隊司令 兼 那覇基地司令 （空将補昇任） |
| 13                        | 重久修                    | 2005年01月12日 - 2007年12月02日 | 防大22期                  | 航空幕僚監部監察官                                     | 第7航空団司令 兼 百里基地司令 （空将補昇任）  |
| 14                        | 橋本進                    | 2007年12月03日 - 2008年11月30日 | 防大26期                  | 西部航空方面隊司令部防衛部長                           | 第13飛行教育団司令                            |
| 15                        | 森田公治                  | 2008年12月01日 - 2010年12月14日 | 防大23期                  | 第2高射群司令                                          | 第1航空団司令 兼 浜松基地司令 （空将補昇任）  |
| 16                        | 吉村仁孝                  | 2010年12月15日 - 2013年03月31日 | 防大27期                  | 航空幕僚監部運用支援・情報部 情報課長                  | 航空総隊司令部監理監察官                      |
| 17                        | 津田昌隆                  | 2013年04月01日 - 2015年03月31日 | 防大31期                  | 航空幕僚監部監察官                                     | 航空支援集団司令部防衛部長                    |
| 18                        | 加治屋秀昭                | 2015年04月01日 - 2018年03月26日 | 防大32期                  | 航空総隊司令部防衛部防衛課長                           | 航空自衛隊幹部学校副校長 （空将補昇任）       |
| 19                        | 芳賀和典                  | 2018年03月27日 - 2019年05月10日 | 防大34期                  | 航空自衛隊幹部学校主任教官 兼 航空自衛隊幹部学校       | 航空総隊司令部監理監察官                      |
| 20                        | 大嶋善勝                  | 2019年05月11日 - 2019年12月19日 | 防大34期                  | 航空幕僚監部運用支援・情報部 運用支援課長              | 第8航空団司令 兼 築城基地司令 （空将補昇任）  |
| 末                        | 白井亮次                  | 2019年12月20日 - 2020年03月25日 | 生徒33期・ 防大38期       | 航空幕僚監部防衛部装備体系課長                         | 警戒航空団司令 （空将補昇任）                 |
| 警戒航空団司令（空将補）  |                           |                                 |                           |                                                        |                                               |
| 01                        | 白井亮次                  | 2020年03月26日 - 2021年09月29日 | 生徒33期・ 防大38期       | 警戒航空隊司令                                         | 飛行開発実験団司令                            |
| 02                        | 横尾広                    | 2021年09月30日 - 2023年12月21日 | 日本大学・ 80期幹候       | 航空自衛隊第5術科学校長                                | 西部航空方面隊副司令官                        |
| 02                        | 齋藤拓也                  | 2023年12月22日 -                | 防大35期                  | 航空自衛隊第5術科学校長                                |                                               |